# 比亞迪K9A
比亞迪K9A（又稱比亞迪K9D）是一款由比亞迪汽車生產的單層純電動巴士。

## 比亚迪K9F
比亚迪K9F，是一款由比亚迪汽车生产的纯电动巴士，是比亚迪K9A的升级车型。比亚迪K9F纯电动客车采用全新电池方案、新前脸造型，全铝合金车身，为一级踏步低地板结构。

## 外部連結
- 香港資源中心：比亞迪K9D （页面存档备份，存于）
- 比亞迪汽車官方網站：K9車型圖片 （页面存档备份，存于）
- 巴士新世代：九巴電動巴士試行 （页面存档备份，存于）
- 電動巴士遭九巴退貨 （页面存档备份，存于），蘋果日報，2013年12月23日。
- 香港巴士大典上的相关条目：比亞迪K9A